# Maschinengewehr-Abteilung
Maschinengewehr-Abteilungen sind historische Truppenteile der Infanterie des deutschen Heeres des Kaiserreiches, die ab 1901 mit Maschinengewehren ausgerüstet waren und typischerweise der Infanterie oder den Jägern, später auch der Kavallerie zugeordnet waren. Nach 1908 wurde die Bezeichnung Maschinengewehr-Abteilung nur noch für die Truppenteile benutzt, die für die Zusammenarbeit mit der Kavallerie bestimmt waren. Die Truppenteile, die mit der Infanterie eingesetzt werden sollten, erhielten die Bezeichnung Maschinengewehr-Kompanie und waren den Infanterie-Regimentern bzw. den selbständigen Jägerbataillonen (einschließlich des Garde-Schützen-Bataillons) unterstellt.

## Aufstellung der Maschinengewehr-Abteilungen/-Kompanien

### Bis Ausbruch des Ersten Weltkriegs

Fahrer vom Sattel einer preußischen MG-Abteilung (vor 1914)

1889 genehmigte das preußische Kriegsministerium nach einem Truppenversuch beim I. Bataillon des Infanterie-Regimentes 146 in Königsberg die Einführung von Maschinengewehren und die Aufstellung der entsprechenden Truppenteile. Die ersten 5 Maschinengewehr-Abteilungen wurden 1901 in Preußen aufgestellt. Bis 1904 wurden weitere 8 preußische und zusätzlich 1 bayerische und 2 sächsische MG-Abteilungen aufgestellt. Die nun zur Verfügung stehenden 16 MG-Abteilungen waren der Infanterie zugeordnete Verbände, sollten aber auch zusammen mit der Kavallerie wirken können. Aus diesem Grunde – zur Erhöhung der Beweglichkeit und Marschleitung – wurden die MG, der Tross als auch die MG-Bedienungen aufgesessen transportiert, also gefahren. 1906 wurden Truppenversuche durchgeführt, bei denen zwar die MG und die Munition gefahren wurden, die bis dahin aufgesessene Bedienung der MG aber zu Fuß marschierten. Dies sollte die Integration der MG-Abteilungen in die Marschkolonnen der Infanterie verbessern. Alle weiteren neuen MG-Abteilungen wurden fortan als fuß-bewegliche Einheiten aufgestellt.
Im Jahre 1908 wurde das deutlich weiterentwickelte MG 08 bei der Truppe eingeführt. Parallel dazu wurde an der Infanterie-Schießschule die Lehr-Maschinengewehr-Kompanie aufgestellt. Ab 1910 hatte das III. Seebataillon eine Maschinengewehrkompanie in Tsingtau. Der Ausbau der MG-Verbände wurde bis 1911 massiv vorangetrieben. Jeder Infanterie-Brigade wurde eine MG-Abteilung zugeteilt und fortan als Maschinengewehr-Kompanie (MGK) bezeichnet.
Bis 1913 wurden weitere MG-Kompanien aufgestellt, so dass nunmehr jedes Infanterie-Regiment und jedes selbstständige Jäger-Bataillon (mit Ausnahme der beiden bayerischen) über eine MG-Kompanie verfügte. Es standen somit bei der Infanterie 233 MG-Kompanien zur Verfügung. Die 16 aufgesessenen MG-Abteilungen wurden auf 11 reduziert; sie sollten den im Mobilmachungsfall aufzustellenden 11 Kavallerie-Divisionen beigeordnet werden (im Frieden war nur die Garde-Kavallerie-Division aktiv). Im Weiteren wurden 15 in Festungen stationierten Regimentern zusätzlich jeweils 1 Festungs-Maschinengewehr-Kompanie zugeteilt; diese wurden mit bei anderen Verbänden durch Ausstattung mit MG 08 frei werdenden älteren MG 01 und MG 03 ausgerüstet und verfügten über keine eigenen Transportmittel.
Insgesamt verfügte Deutschland zu Beginn des Ersten Weltkrieges über 4.919 MG 08.

### Während des Ersten Weltkriegs

Soldaten der 2. M.G.-Kompagnie des Infanterie-Regiments Nr. 362 posieren im Januar 1917 in Frankreich mit einem Maschinengewehr (MG 08)

Zur Mobilmachung 1914 standen 348 MG-Kompanien/-Abteilungen unter Waffen. Folgenden Truppenteilen wurden direkt zu Kriegsbeginn je eine MG-Kompanie/-Abteilung zugeteilt:
11 fahrende MG-Abteilungen:
- bei allen 11 Kavalleriedivisionen (darunter 1 bayerische und 1 sächsische)

322 fuß-bewegliche Kompanien:
- bei allen 218 Infanterie-Regimentern
- bei 88 (92?) der 113 Reserve-Infanterie-Regimentern
- bei 16 der 18 selbstständigen Jäger-Bataillone (nicht bei den beiden bayerischen)

15 unbewegliche Kompanien
- in Festungen

Hinzu kamen 43 MG-Züge, die mobilgemachten Ersatz-Bataillonen zugeteilt waren.
21 (25?) Reserve-Infanterie-Regimenter, alle 75 Landwehr-Infanterie-Regimenter und die 18 Reserve-Jäger-Bataillone erhielten bei Kriegsbeginn zunächst keine MG-Kompanien. Diese wurden erst nach Kriegsbeginn aufgestellt und ins Feld nachgeführt.
Zusätzlich wurden in den ersten 12 Kriegsmonaten 568 (davon 38 bayerische) selbstständige Feld-Maschinengewehr-Züge als bewegliche Reserve der Divisionskommandeure aufgestellt. Ab September 1916 wurden diese unter Einbeziehung von weiteren 354 (darunter 6 bayerische) Maschinengewehr-Ergänzungs-Zügen, zu deren Aufstellung man auch die nun überflüssigen Festungs-Maschinengewehr-Kompanien heranzog, jedoch zu Kompanien zusammengeführt. Jedes Infanterie-Regiment erhielt so zwei weitere MG-Kompanien, die (wie die Infanterie-Bataillone innerhalb des Regimentes) als I., II. und III. MG-Kompanie bezeichnet wurden. Jedes Jäger-Bataillon erhielt eine zweite MG-Kompanie.
Bis September 1916 wurden diese Kompanien den Infanterie-Bataillonen unterstellt und nach und nach von 6 auf 12 Maschinengewehre (3 Züge à 4 MG) verstärkt. Als nach den schweren Verlusten im Frühjahr 1918 die Infanterie-Bataillone von 4 auf 3 Schützen-Kompanien reduziert werden mussten, wurden die MG-Kompanien als jeweils 4. Kompanie in die Bataillone eingegliedert (als 4., 8. und 12. Kompanie eines Regiments).
Zwischen Mitte Februar und Mitte Mai 1916 entstanden bei den Armee-Oberkommandos insgesamt 200 (einschließlich bayerischer) Maschinengewehr-Scharfschützen-Trupps, die jedoch schon Ende August jeweils zu dritt zu kompaniestarken Maschinengewehr-Scharfschützen-Abteilungen zusammengezogen wurden. Diese wuchsen später auf 83 Abteilungen, deren Zuteilung durch die Oberste Heeresleitung (OHL) erfolgte.
Für das Alpenkorps wurden 1915 zunächst 10, später sogar 43 kompaniestarke Gebirgs-Maschinengewehr-Abteilungen aufgestellt. Nach kurzer Zeit wurden 18 davon in Kompanien umbenannt und zu 6 bataillonsstarken Gebirgs-Maschinengewehr-Abteilungen zusammengefasst.
Im November 1916 wurde auch die Panzer-Kraftwagen-Maschinengewehr-Abteilung" Nr. 1 aufgestellt und mit ihren nicht geländegängigen Straßen-Panzerwagen zur Bandenbekämpfung in der Ukraine und beim Vorstoß auf den Kaukasus eingesetzt. 1917/18 wurden weiter 10 Züge zu je 2 Panzerwagen aufgestellt.
An der Westfront wurden am 1. August 1917 für die Abwehr von Flugzeugen 25 Flugabwehr-Maschinengewehr-Abteilungen zu je 3 Kompanien mit je 12 MG aufgestellt. Daneben existierten noch 103 selbstständige Züge.
Da im Laufe des Krieges musste ein großer Teil der Kavallerie zum Einsatz in den Schützengräben absitzen und wurden in Kavallerie-Schützen-Divisionen umgegliedert. Entsprechend wurde die Anzahl der Kavalleriedivisionen auf 4 reduziert. Daher verblieben auch nur 4 der ursprünglichen MG-Abteilungen; die anderen 7 wurden in MG-Kompanien umgewandelt. Jedoch erhielten ab Oktober 1916 alle Kavallerie-Regimenter eine Maschinengewehr-Eskadron mit je 6 MG. Bei den noch berittenen Regimentern wurden die MG-Bedienungen aufgesessen transportiert.
Bei Kriegsende existierten über 2500 MG-Einheiten zu je 12 MG.
Zusätzlich zu den in Kompanien zusammengefassten schweren MG 08 wurden ab Sommer 1917 vermehrt die neuen leichten MG 08/15 an die Schützen-Kompanien ausgegeben, zunächst 2, dann 4 und ab Anfang 1918 sogar 6 je Schützen-Kompanie.
Gegen Kriegsende wurden dann die nochmals weiterentwickelten, luftgekühlten „leichten“ MG 08/18 zugeteilt, allerdings nur in verhältnismäßig kleinen Stückzahlen.

### Während der Weimarer Republik
In der Reichswehr wurden zunächst schwere Maschinengewehre 08 als auch die leichten Maschinengewehre 08/15 und 08/18 genutzt. Gemäß Versailler Vertrag waren dem Heer nur 1.926 Maschinengewehre (+4 % Reserve) aller Typen genehmigt. Es existierte im Jahr 1927 jedoch ein geheimer Bestand von ca. 12.000 Maschinengewehren aller Typen.
Die Bataillone gliederten sich wie folgt:
- Die mit je 6 „leichten“ MG 08/15 bzw. 08/18 ausgestatteten Schützen-Kompanien bildeten die jeweils 1. bis 3. Kompanie jedes Bataillons.
- Die mit je 12 „schweren“ MG 08 ausgestatteten Maschinengewehr-Kompanien bildeten die jeweils 4. Kompanie jedes Bataillons.

Um 1930 wurden in den 3 Schützenzügen der einzelnen Schützenkompanien die jeweils 3 Schützen-Gruppen und die je 2 MG-Gruppen (mit 1 MG) zusammengefasst zu drei starken Einheitsgruppen, die jeweils 1 MG besaßen. Die Anzahl der MG einer Schützen-Kompanie erhöhte sich so von 6 auf 9 MG.
Der Kavallerie waren gemäß Versailler Vertrag 24 schwere MG je Kavalleriedivision zugestanden worden – das entspricht vier MG je Reiterregiment, jedoch waren diese MG „ohne Etat“, das heißt, es gab für diese MG kein Personal. 1923 erreichte die Reichswehr hier Zugeständnisse der Alliierten, so dass bei jedem Reiterregiment ein Maschinengewehrzug aus Personal aufgestellt werden konnte, dass aus anderen Bereichen abgestellt („abkommandiert“) wurde. Diese Maschinengewehrzüge mussten allerdings in zwei Halbzügen zu je zwei MG aufgestellt werden, die in unterschiedlichen Garnisonen lagen. Im Zuge der verdeckten Aufrüstung der Reichswehr wurde 1932 die Anzahl der Maschinengewehre von vier auf acht verdoppelt und diese in vier Halbzüge zu je zwei MG gegliedert.
Der Kavallerie waren gemäß Versailler Vertrag keine leichten Maschinengewehre erlaubt. Man behalf sich hier mit „von der Infanterie entliehenen“ MG 08/15 und MG 08/18. Jeder Reiterzug führte ein solches leichtes MG auf einem Tragtier mit. Eigene leichte Maschinengewehre erhielt die Kavallerie erst 1931 mit dem neuen MG 13.

### Bis 1945
Auch bei der Wehrmacht bildeten die MG 08 und MG 08/15 zunächst das Rückgrat bei den Maschinenwaffen. Bei den neu gebildeten Gebirgsjägerregimentern erhielten die drei Bataillone jedes Regiments in der jeweils 5. Kompanie einen Zug mit vier schweren Maschinengewehren auf Feldlafette. Ab 1935 wurden auch reine Maschinengewehr-Bataillone (motorisiert) aufgestellt, die über drei Maschinengewehr-Kompanien zu je 16 schweren Maschinengewehren verfügten. Ab 1936 beginnend wurden die MG 08 und MG 08/15 bei den aktiven Infanteriedivisionen durch das MG 34 abgelöst. Die MG-Bataillone dann mit 2 cm Flak zur Flieger-Abwehr umgerüstet. Die MG 08/15, MG 08/18 und MG 08 sowie ihre Maschinengewehrwagen und -handwagen wurden an die im Mobilmachungsfall mit Reservisten aufzufüllenden Reserve- bzw. Landwehr-Infanterie-Divisionen abgegeben.  Das MG 34 wurde bei der Infanterie im Laufe des Krieges dann durch das MG 42 ersetzt, und MG 34 in Kampfpanzern eingesetzt.
Die Maschinengewehr-Kompanien der Infanteriebataillone entsprechen heute den schweren Jägerkompanien, in die Maschinenkanonen als Feldkanonen eingegliedert sind und wie die MG-Kompanien der Wehrmacht auch Mörser (Granatwerfer) enthalten.

## Gliederung und Ausrüstung bis 1918

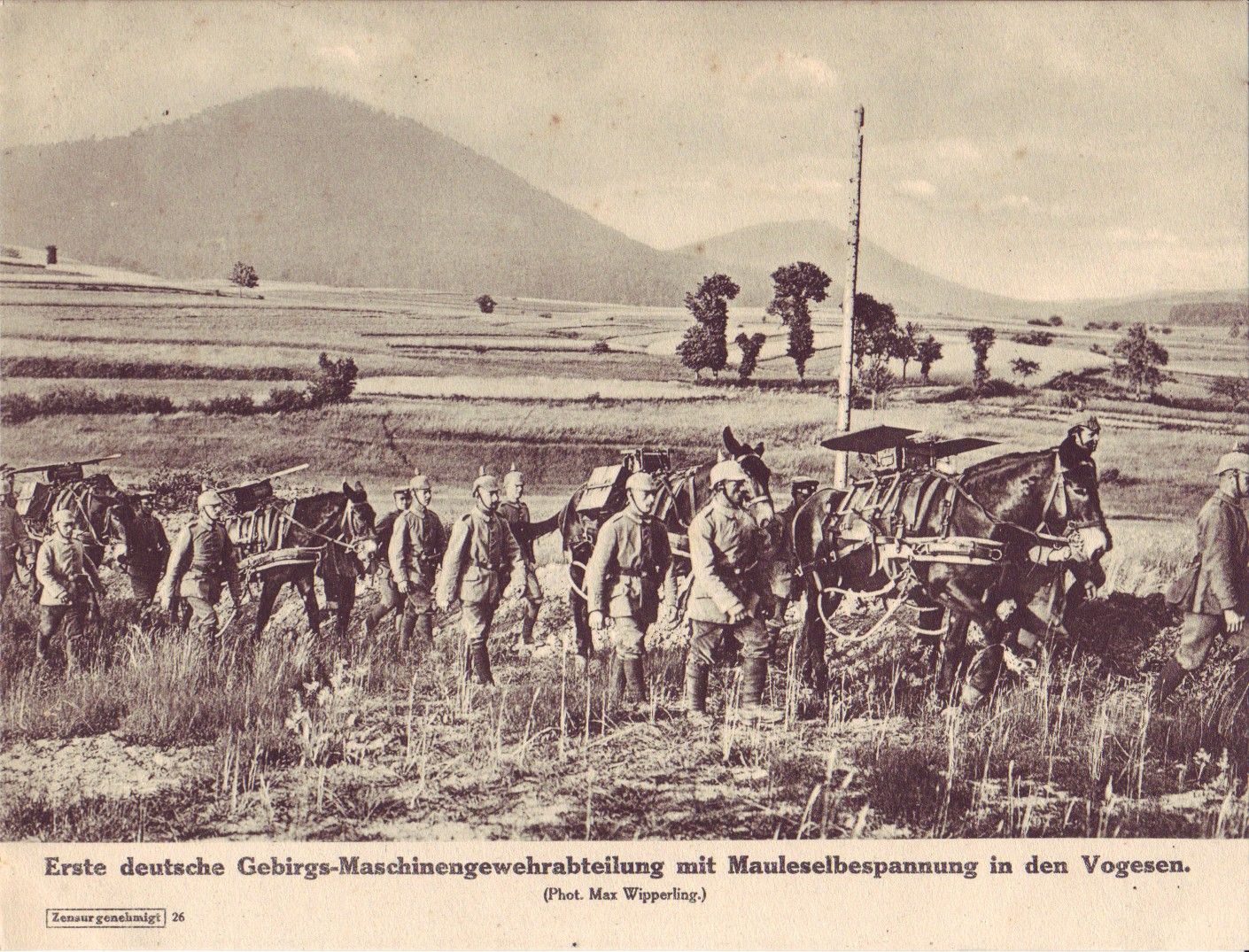
Erste deutsche Gebirgs-Maschinengewehrabteilung mit Mauleselbespannung

### Gliederung
Maschinengewehr-Abteilungen/-Kompanien bestanden aus drei Zügen, die jeweils über zwei Maschinengewehre verfügten. Jede Abteilung verfügte über einen Tross mit verschiedenen Transportfahrzeugen. Anfang 1918 wurden die Maschinengewehrkompanien auf zwölf Maschinengewehre verstärkt.

### Bewaffnung
Namensgebende Hauptwaffe war das Maschinengewehr. Die einzelnen Soldaten waren mit Pistolen bzw. Gewehren bewaffnet. Zusätzlich wurden Seitengewehre und Säbel geführt.

### Transport und Personal
Während der Aufstellung der MG-Truppen wurden zunächst vierspännige Maschinengewehrwagen (M.G.W.), bestehend aus je einem zweirädrigen Vorder- und Hinterwagen eingesetzt. Dieser Wagen war für den Transport je eines schweren MG vorgesehen. Somit wurden die 6 MG auf sechs Wagen transportiert, die Bedienung fuhr auf diesen mit. Ebenfalls vierrädrig und -spännig waren die drei Munitionswagen (M.W.), zwei Vorratswagen (V.W.)[davon einer später Feldküche], ein Futterwagen (F.W.), ein Packwagen (PK.W.) und ein Lebensmittel-Wagen (Lb.W.). Auch hier war die Mannschaft aufgesessen.
Im Zuge der Erweiterung der MG-Truppe wurden ab 1906 zunehmend nur zweifach bespannte Wagen verwendet. Die zuvor aufgesessenen Bedienungen und Mannschaften mussten zu Fuß gehen. Dies galt für alle MG-Truppen im Felde außer den Abteilungen, die der Kavallerie zugeteilt waren; diese behielten ihre Vierspänner.
Bei den ab Oktober 1916 bei den Kavallerie-Regimentern aufgestellten Maschinengewehr-Eskadronen wurden die MG-Wagen sogar sechsspännig gefahren.
Der Etat einer Maschinengewehr-Einheit:

Fuß-bewegliche Kompanie zu 6 MG:
- 4 Offiziere, 93 Unteroffiziere und Mannschaften
- 43 Pferde, 13 bespannte Fahrzeuge
  - Gefechtsfahrzeuge
    - 6 Maschinengewehrwagen
    - 3 Munitionswagen

  - Gefechtsbaggage
    - 1 Feldküche
    - 1 Vorratswagen

  - Große Baggage
    - 1 Packwagen
    - 1 Futterwagen

Marschlänge: 150 ohne bzw. 190 Meter mit Großer Baggage.
fahrende Abteilung zu 6 MG (vierspännig):
- 4 Offiziere, 112 Unteroffiziere und Mannschaften
- 83 Pferde, 14 bespannte Fahrzeuge
  - Gefechtsfahrzeuge
    - 6 MG-Wagen
    - 3 Munitionswagen

  - Gefechtsbaggage
    - 1 Feldküche
    - 1 Vorratswagen

  - Große Baggage
    - 1 Packwagen
    - 1 Futterwagen
    - 1 Lebensmittelwagen

Marschlänge: 120 ohne bzw. 240 Meter mit Großer Baggage.
Folgende Offiziere und Mannschaften übernahmen innerhalb der Einheit Führungsaufgaben:
- Ein berittener Offizier als Führer der Abteilung/Kompanie (heute: Kompaniechef)
- Drei weitere, berittene Offiziere als Zugführer
- Ein berittener (etatmäßiger) Feldwebel (heute: Kompaniefeldwebel)
- Ein berittener Unteroffizier (heute: Kompanietruppführer)
- Sechs Gewehrführer als Führer je eines Maschinengewehrs, ab Anfang 1918 zwölf

Seit dem 1. Oktober 1903 wurden bei den Maschinengewehrabteilungen Einjährig-Freiwillige eingestellt.
Bedienung eines MGs
Das MG 08 wurde vor und während des Ersten Weltkriegs von einer Mannschaft von fünf, später sechs, Soldaten bedient:
- Gewehrführer: sorgt für die Befolgung aller Kommandos beim Schießen.
- Schütze 1: Trägt Munition und gräbt den Dampfschlauch ein. Liegt im Gefecht hinter dem Gewehrführer und dem Richtschützen und hält Verbindung zum Schützen 5 beim Zugführer.
- Schütze 2: Richtschütze, trägt das eigentliche MG.
- Schütze 3: Unterstützt den Richtschützen beim Laden und Laufwechsel, trägt den Schlitten (Lafette).
- Schütze 4: Ersatzmann, Beobachter, trägt Munition.
- Schütze 5: Einer der drei Munitionsschützen eines Munitionswagens und Gehilfe des Zugführers. Ab 1915 als Schütze 5 bezeichnet, trägt er den Schutzschild (1915 eingeführt) und führt Munition und Wasser nach. Liegt im Gefecht beim Zugführer und hält Verbindung zum Schützen 1 seines MG.[16]

### Uniform
Die Uniform der deutschen Maschinengewehrabteilungen war feldgrau mit rötlichen (bei der Garde-Maschinengewehrabteilung Nr. 2 schwarzen) Aufschlägen. Das Lederzeug war naturfarben.

### Verzeichnis der Zugehörigkeiten Zur Kavallerie bis 1918
- Garde Nr. 1: beim Garde-Jäger-Bataillon in Potsdam, für die Garde-Kavallerie-Division
- Garde Nr. 2: zunächst beim Garde-Schützen-Bataillon in Berlin, zugeordnet, ab 1913 dem Königin Augusta Garde-Grenadier-Regiment Nr. 4 in Spandau, für die 4. Kavallerie-Division
- Nr. 1: beim Ostpreußischen Jäger-Bataillon Nr. 1 in Ortelsburg, für die 5. Kavallerie-Division
- Nr. 2: für die 3. Kavallerie-Division
- Nr. 3: beim Rheinisches Jäger-Bataillon Nr. 8 in Schlettstadt, für die 7. Kavallerie-Division
- Nr. 4: für die 2. Kavallerie-Division
- Nr. 5: beim Ostpreußischen Jäger-Bataillon Nr. 1 in Ortelsburg, für die 1. Kavallerie-Division
- Nr. 6: für die 6. Kavallerie-Division
- Nr. 7: beim Brandenburgischen Jäger-Bataillon Nr. 3 in Lübben, für die 9. Kavallerie-Division
- Nr. 8: beim 2. Schlesischen Jäger-Bataillon Nr. 6 in Oels/Schlesien, für die 8. Kavallerie-Division (Königlich Sächsische)
- 1. Bayerische: für die Königlich Bayerische Kavallerie-Division

## Andere Nationen

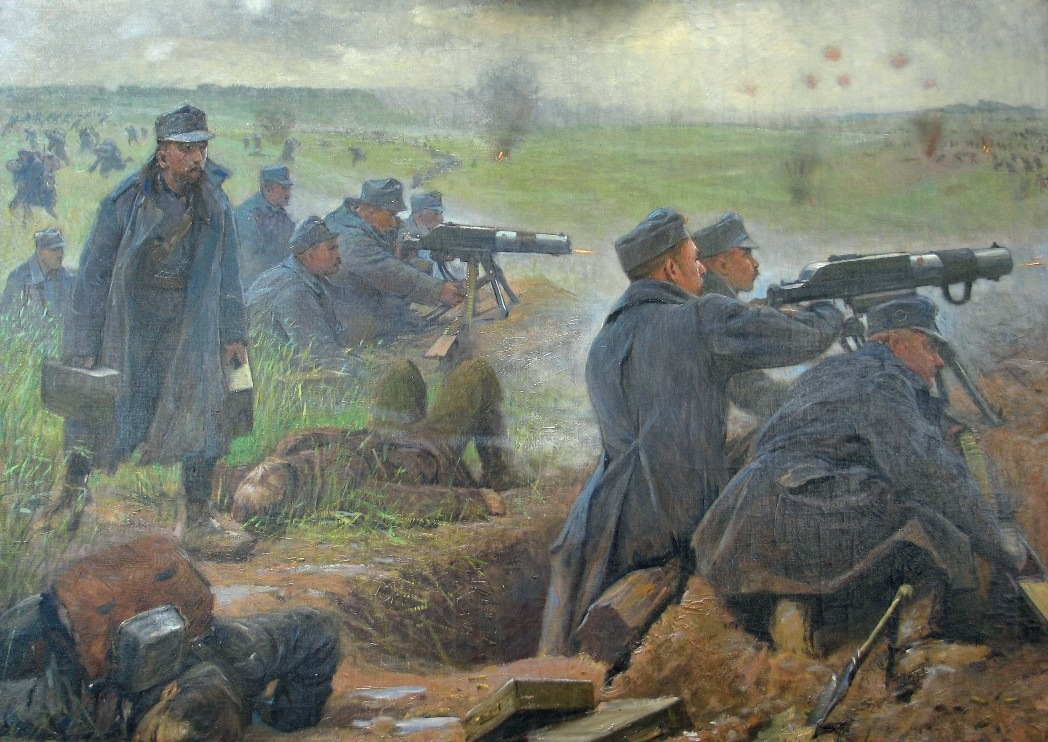
Abwehrkampf der Maschinengewehrabteilung II des österreich-ungarischen Infanterieregiments Nr. 4 „Hoch- und Deutschmeister“ auf der Höhe Gora Sokal am Bug, 20. Juli 1915 (Gemälde von Karl Friedrich Gsur)

Maschinengewehrabteilungen bzw. -kompanien gab es in Russland, Japan, Österreich-Ungarn, Italien, Großbritannien und den USA. Zu Beginn des Ersten Weltkriegs hatten die Maschinengewehr-Kompanien als Einheiten der Infanterie-Regimenter üblicherweise 2 Maschinengewehre je Bataillon, das dem Regiment angehörte: In Frankreich oder Deutschland, wo die Infanterie-Regimenter drei Bataillone umfassten, also 6 Maschinengewehre, in Russland (dort 4 Bataillone pro Regiment) 8 Maschinengewehre.
In der Schweiz wurden die Maschinengewehrabteilungen Mitrailleusenkompanien genannt.